# Fiú 62 kg-os súlyemelés a 2010. évi nyári ifjúsági olimpiai játékokon
A 2010. évi nyári ifjúsági olimpiai játékokon a súlyemelés fiú 62 kg-os versenyszámát augusztus 16-án 18:00-kor rendezték meg a Toa Payoh Sports Hallban. A résztvevők legfeljebb 62 kg-os testtömeggel indulhattak.
A végeredménynél összeadódott az emelő legjobb szakítás és lökés eredménye. A versenyzőknek fogásnemenként három gyakorlat állt rendelkezésükre; az emelés eredménye a legnehezebb sikeresen felemelt súly volt.

## Eredmények
Az eredmények kilogrammban értendők.

### Végeredmény
| H     | Név                   | Nemzet              | Cs | Súly  | Szakítás | Szakítás | Szakítás | Szakítás | Lökés | Lökés | Lökés | Lökés | Össz. |
| H     | Név                   | Nemzet              | Cs | Súly  | 1        | 2        | 3        | E        | 1     | 2     | 3     | E     | Össz. |
| ----- | --------------------- | ------------------- | -- | ----- | -------- | -------- | -------- | -------- | ----- | ----- | ----- | ----- | ----- |
| Arany | Song Chol Kim         | Észak-Korea (PRK)   | A  | 61,83 | 113      | 117      | 121      | 117      | 137   | 140   | 145   | 140   | 257   |
| Ezüst | José Mena             | Kolumbia (COL)      | A  | 61,75 | 107      | 107      | 107      | 107      | 133   | 136   | 140   | 140   | 247   |
| Bronz | Emre Buyukunlu        | Törökország (TUR)   | A  | 61,75 | 108      | 111      | 113      | 111      | 130   | 134   | 135   | 135   | 246   |
| 4.    | Thien Quoc Nguyen     | Vietnám (VIE)       | A  | 56,21 | 105      | 105      | 109      | 109      | 124   | 130   | 133   | 130   | 239   |
| 5.    | Zainudin Zainudin     | Indonézia (INA)     | A  | 61,05 | 100      | 105      | 107      | 107      | 132   | 132   | 137   | 132   | 239   |
| 6.    | Rene Pizango          | Ecuador (ECU)       | A  | 60,79 | 95       | 100      | 103      | 103      | 130   | 134   | 135   | 135   | 238   |
| 7.    | Charles Ssekyaaya     | Uganda (UGA)        | A  | 61,40 | 97       | 101      | 105      | 101      | 132   | 136   | 136   | 136   | 237   |
| 8.    | Patryk Slowikowski    | Lengyelország (POL) | A  | 61,94 | 100      | 103      | 103      | 100      | 123   | 123   | 125   | 123   | 223   |
| 9.    | Baymurad Orazdurdiyev | Türkmenisztán (TKM) | A  | 61,17 | 96       | 101      | 105      | 101      | 121   | 125   | 125   | 121   | 219   |
| 10.   | Mohsen Al Duhaylib    | Szaúd-Arábia (KSA)  | A  | 61,37 | 98       | 104      | 104      | 98       | 121   | 126   | 126   | 121   | 222   |
| 11.   | Michael Taufa         | Tonga (TGA)         | A  | 61,53 | 87       | 92       | 97       | 97       | 113   | 120   | 124   | 120   | 217   |

## Fordítás
Ez a szócikk részben vagy egészben  a   Weightlifting at the 2010 Summer Youth Olympics – Boys' 62 kg című angol Wikipédia-szócikk fordításán alapul.  Az eredeti cikk szerkesztőit annak laptörténete sorolja fel. Ez a jelzés csupán a megfogalmazás eredetét és a szerzői jogokat jelzi, nem szolgál a cikkben szereplő információk forrásmegjelöléseként.